# Église abbatiale de Bonmont
L’ancienne église abbatiale Notre-Dame de Bonmont (aujourd'hui désaffectée) était une église catholique utilisée par la communauté des moines cisterciens de l'abbaye de Bonmont, sur le territoire de la commune vaudoise de Chéserex, en Suisse.

## Histoire

Église abbatiale de Bonmont, côté nord, vue en direction du clocher, photographie de Max van Berchem, vers 1900 (EAD-7227).

L'abbaye est fondée entre 1110 et 1120 comme monastère bénédictin. En 1131 elle passe à l'ordre cistercien. La première pierre de l'église est posée au cours de cette même année. Pour l’essentiel, elle a été construite au XIIe siècle dans un style romano-gothique très sobre, caractéristique de l’architecture cistercienne. Après la conquête bernoise de 1536, l'abbaye est sécularisée, le cloître détruit et l'église utilisée comme grange jusqu’à une époque récente. En 1982, l'ancienne église abbatiale est donnée au canton de Vaud. Le monument, inscrit comme bien culturel suisse d'importance nationale, est alors restauré et inauguré le 23 juin 1995, pour être utilisé à des fins artistiques et culturelles. Sa gestion est confiée à une fondation.

## Description

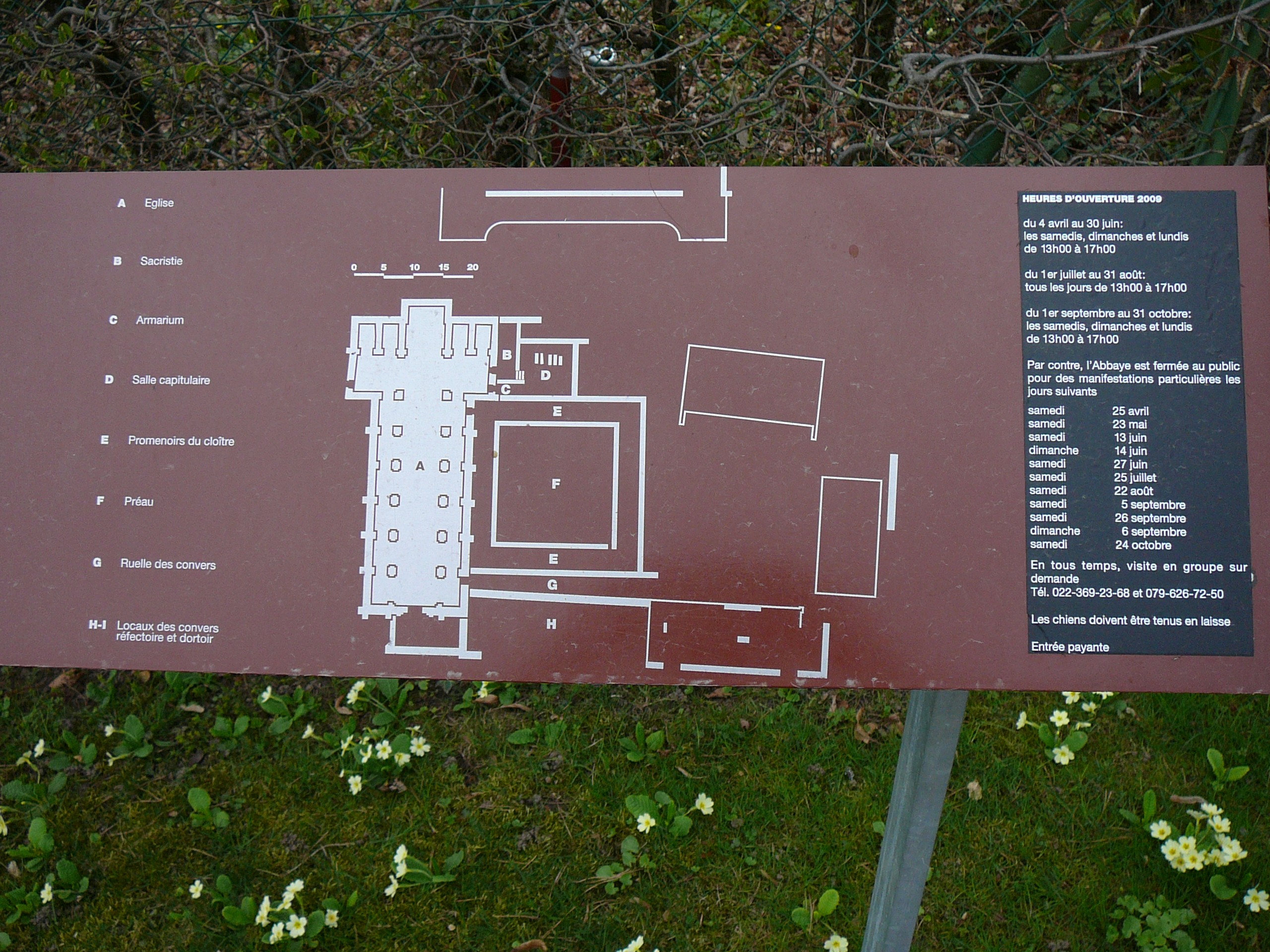
Plan de l'abbaye de Bonmont

Son plan est proche de celui de l’Abbaye de Fontenay, au nord de la Bourgogne, « église-type » de l'architecture cistercienne, mais ses dimensions sont plus modestes ; sa longueur est de 52 m, sa largeur est de 14,70 m et le transept mesure 22,60 m. L’édifice est en effet contemporain, à quelques années près, des abbatiales de Fontenay et de L’Escale-Dieu dans le Midi de la France. Son plan relève du « type bernardin » [encouragé par le fondateur de Ordre cistercien, Bernard de Clairvaux). Ce plan est caractérisé par un chœur liturgique à chevet plat flanqué de part et d’autre de deux ou trois chapelles latérales, également terminées par un mur droit et uniquement accessibles à partir des bras du transept. La nef est invariablement tripartite, c'est-à-dire avec nef principale et bas-côtés, et le chœur, ainsi que les bras du transept, sont plus bas que le vaisseau central de la nef.
À Bonmont, les investigations archéologiques effectuées de 1973 à 1988 ont révélé une construction hésitante, marquée par une longue interruption de chantier que l’on peut situer au milieu du XIIe siècle. L’archéologie a dénombré cinq étapes de construction. La quatrième, allant d’est en ouest, marque l’achèvement du chœur, des chapelles et du transept, tandis que dans la nef, seul le bas-côté de la travée la plus orientale est alors entièrement élevé. La cinquième et dernière phase de construction marque l’achèvement de l’édifice. La dendrochronologie a permis de dater entre 1182 et 1190 le linteau de la petite fenêtre haute qui s’ouvre dans la façade ouest à gauche de la rose, au-dessus du bas-côté nord.
De dimensions intermédiaires entre Fontenay et l’Escale-Dieu, l’église de Bonmont a été réalisée dans le même esprit d’austérité que cette dernière. Cet aspect sévère est renforcé à l’extérieur par le toit unique couvrant la nef tripartite. Le portail occidental, surmonté d’une rose datant de 1190 environ, ainsi que le clocher, construit sur l’extrémité orientale de la nef vers 1490 – soit bien avant l'interdiction d'édifier des tours, édictée par le Chapitre Général cistercien – confèrent un air de noblesse à cette abbatiale vaudoise, dédiée à Marie sous le vocable de Notre-Dame.

### La façade occidentale
La façade occidentale, anciennement précédée d'un porche ou d’un narthex dont les fouilles ont mis au jour les fondations, est aujourd’hui rythmée de contreforts, ajourée, dans sa partie haute, d’une rosace. Au-dessous, sur l’axe, un portail en tiers-point légèrement saillant, du dernier quart du XIIe siècle comporte trois ressauts. Deux retombent sur des colonnettes aux chapiteaux sculptés de feuilles d’eau, motifs qui ne sont pas sans évoquer des ouvrages similaires à la cathédrale Saint-Pierre à Genève et à l’église paroissiale de Nyon, contemporains et dus sans doute à la même équipe d’artisans. Ce portail est flanqué, de part et d'autre, par un pilastre cannelé, à deux registres. Une moulure court sur toute la largeur de la façade, entre l’oculus et le portail ; elle servait sans doute de renvoi d'eau sur le toit du porche.

### La nef

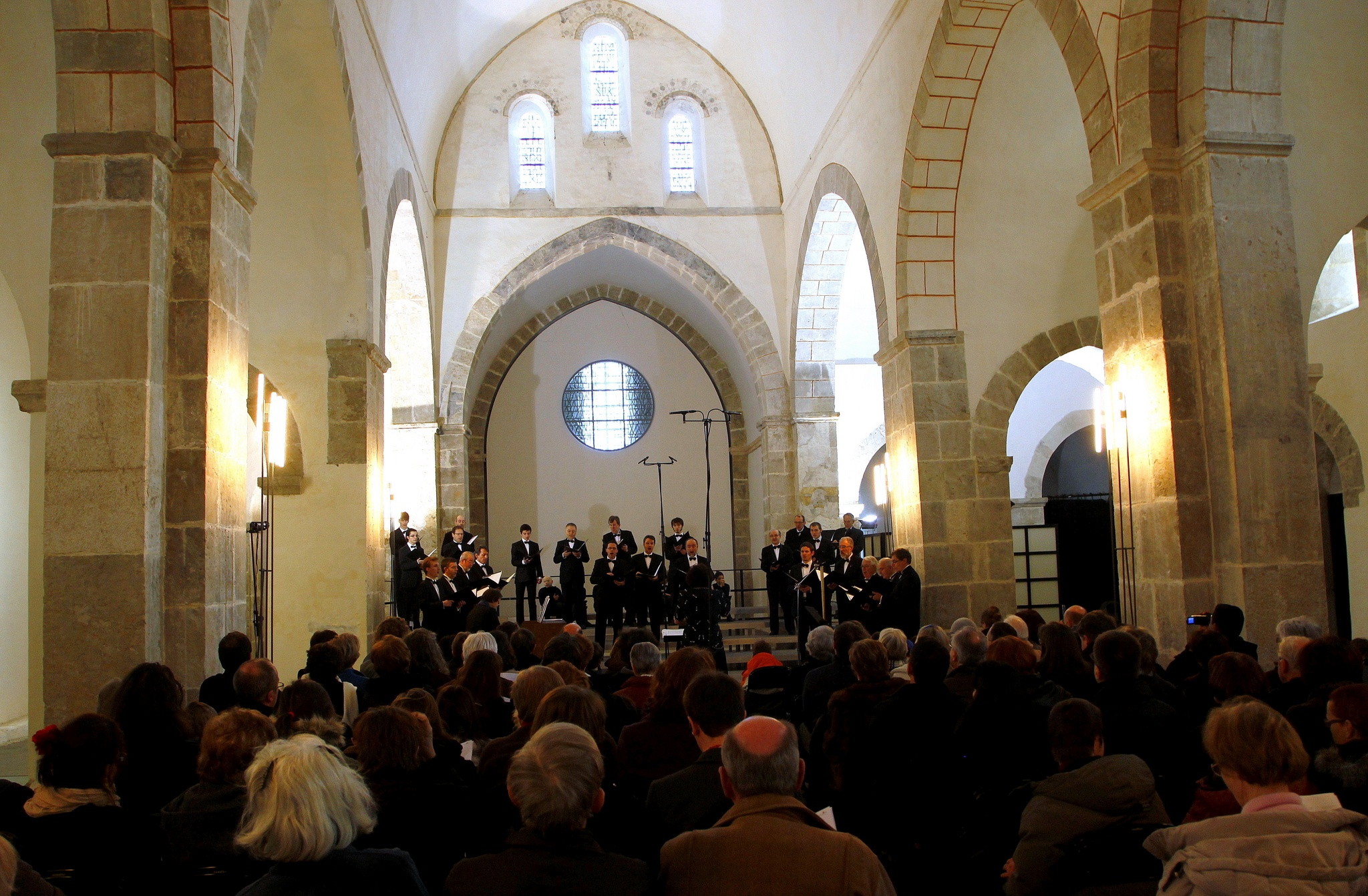
Abbaye de Bonmont, vue intérieure en direction du chœur

La nef, composée de six travées, élève à 14,40 m sa voûte en berceau brisé, dépourvue de doubleaux ; ses grandes arcades à double rouleau reposent sur de sobres piliers cruciformes, surmontés d'une moulure faisant office de chapiteau.
Les travées des collatéraux sont couvertes d'une voûte en berceau brisé, plus basse que la nef, perpendiculaire à l'axe de l'église et percées d'une petite fenêtre en plein cintre. Ses arcades reposent sur des pilastres ornés d'une moulure identique à celle des piliers de la nef.
L’intérieur témoigne d'une esthétique cistercienne recherchant le plus grand dépouillement, avec des plans épurés, aux surfaces régulières et sans défauts grâce à l’abandon total ou partiel de l’appareil en pierres vues largement jointoyées, en faveur d’enduits lissés et blanchis à la chaux, dans le cadre desquels de rares éléments sont présentés en pierre apparente, ce qui leur donne toute l’importance et la distinction qu’on voulait leur accorder.

La pierre de taille utilisée dans cet édifice est un calcaire clair du Jura méridional, parfois ressemblant à du tuf, lui aussi facile à tailler, mais prenant une certaine dureté à la dessiccation. Des réparations, à la suite d’accidents qui se produisent inévitablement lors de la taille ou la pose de la pierre, témoignent d’un souci nouveau pour l’époque et caractéristiques de la fin du XIIe siècle av. J.-C., de rapidité d’exécution et de rationalisation du travail. L’observation attentive permet ainsi de déceler des cassures réparées au moyen d’une colle faite de cire d’abeille et de colophane, mélange auquel on ajoutait parfois un peu de brique pilée, technique ancienne, connue déjà des Grecs et des Romains. Le traitement des surfaces comprend, en dernière étape, un décor pictural, ici bien entendu très sobre, en raison toujours de la règle cistercienne. Chaque bande horizontale d’enduit, entre deux niveaux d’échafaudages, est recouverte de plusieurs couches de badigeon de chaux blanche, de plus en plus denses, de manière à obtenir par endroits une épaisseur de 4 à 5 mm de matière picturale. En même temps qu’est appliqué le badigeon de chaux, l’ensemble des joints des grandes arcades est souligné d’une couleur épaisse de terre brûlée, variant du brun orangé au brun rouge, avec un pinceau rudimentaire, qui n’autorise qu’un travail irrégulier et fruste. La peinture ne recouvre pas systématiquement tous les joints de construction, mais elle tend à donner l’image d’un système de claveaux plus régulier qu’il ne l’est en réalité. Quoique extrêmement simple, ce décor pictural vient renforcer le rythme monumental des grandes arcades et augmenter l’impression de longueur de l’édifice suggéré par le berceau sans doubleaux, légèrement brisé, couvrant d’un seul élan les six travées de la nef et celle de la croisée du transept. Elle contribue, avec l’aide de la lumière, à souligner l’essentiel : piliers, arcades, voûte. 
« On n’accède à Dieu qu’en retranchant les superfluités accidentelles et tumultueuses des formes terrestres, des couleurs et des sons pour rechercher sa présence dans la perfection désincarnée des proportions, de la lumière, du silence.  »

### Le transept et le chevet
Le transept, long de 22,60 et large de 7 m, est peu saillant et chacun des deux croisillons (plus bas que le vaisseau central, conformément au « type bernardin ») accueille deux chapelles, d'une largeur identique à celle des collatéraux, terminées par un mur droit.
À sa croisée, une tour sur plan carré, s'élève à 26 m. Elle est soutenue par de puissants contreforts disposés dans trois de ses angles. Trois de ses faces sont percées de trois hautes et étroites ouvertures en plein cintre, alors que la face occidentale n'en comporte que deux. 